# Criticonoma calligrapta
Criticonoma calligrapta är en fjärilsart som beskrevs av László Anthony Gozmány. Criticonoma calligrapta ingår i släktet Criticonoma och familjen äkta malar. Inga underarter finns listade i Catalogue of Life.